# Willy Jahnke
Willy Paul Jahnke (* 16. Juli 1881 in Spandau; † 1938 in Potsdam) war ein deutscher Politiker (SPD).

## Leben
Jahnke besuchte von 1887 bis 1895 die Volksschule in Spandau und absolvierte im Anschluss eine Schlosser- und Mechanikerlehre. Danach war er als Metallarbeiter (Mechaniker) tätig. Er schloss sich den Sozialdemokraten an, für die er ab 1919 als Parteisekretär in Spandau (seit 1920 Berlin-Spandau) arbeitete. Der Spandauer Parteibezirk umfasste die Kreise Osthavelland und Ruppin.
Jahnke war Anfang der 1920er Jahre Stadtverordneter in Spandau. Von 1919 bis 1921 war er Mitglied der Verfassunggebenden Preußischen Landesversammlung. Im Februar 1921 wurde er als Abgeordneter in den Preußischen Landtag gewählt, dem er bis 1924 angehörte. Im Parlament vertrat er den Wahlkreis 4 (Potsdam I).